# ميشيل فيزاج
ميشيل لين شوباك (بالإنجليزية: Michelle Lynn Shupack)‏ أو ميشيل فيساج (بالإنجليزية: Michelle Visage)‏، هي منسقة موسيقية، مغنية، ممثلة، شخصية إعلامية ومقدمة برامج تلفزيونية. ولدت في 20 سبتمبر 1968 في بيرث أمبوي، الولايات المتحدة.

## فيلموغرافيا
| سنة                   | عنوان                                  | النوع       | دور                   |
| --------------------- | -------------------------------------- | ----------- | --------------------- |
| 1989                  | حفلة رقص بالولايات المتحدة الأمريكية   | التلفاز     | نفسها                 |
| 1990                  | نادي MTV                               | التلفاز     | نفسها                 |
| 1996-1998             | عرض روبول                              | التلفاز     | نفسها                 |
| 2002                  | ربما هذا أنا                           | فيلم        | تانيا                 |
| 2011 إلى الوقت الحاضر | روبول دراغ ريس                         | التلفاز     | نفسها                 |
| 2011 إلى الوقت الحاضر | سباق السحب RuPaul: Untucked            | التلفاز     | نفسها                 |
| 2012 إلى الوقت الحاضر | سباق السحب RuPaul: كل النجوم           | التلفاز     | نفسها                 |
| 2013                  | هذا عرض الجنس                          | التلفاز     |                       |
| 2013-2015             | أشهر الفتيات في المدرسة                | سلسلة الويب | السيدة. زاليس         |
| 2015                  | المشاهير الاخ الاكبر                   | التلفاز     | نفسها                 |
| 2017                  | مسابقة الأغنية الأوروبية               | التلفاز     | معلق للولايات المتحدة |
| 2018-2019             | مواهب أيرلندا                          | التلفاز     | نفسها                 |
| 2018                  | العامل العاشر                          | التلفاز     | نفسها                 |
| 2018-2019             | الجميع يتحدث عن جيمي                   | مسرح        | ملكة جمال هيدج        |
| 2019                  | الطريقة الوحيدة هي إسكس                | التلفاز     | نفسها                 |
| 2019                  | روبول                                  | التلفاز     | نفسها                 |
| 2019                  | اللعبة جرومبس                          | سلسلة الويب | نفسها                 |
| 2019                  | تأتي بدقة الرقص                        | التلفاز     | نفسها                 |
| 2019 إلى الوقت الحاضر | سباق السحب روبول في المملكة المتحدة    | التلفاز     | نفسها                 |
| 2020                  | كيف حال رأسك يا هون؟                   | التلفاز     | نفسها                 |
| 2020                  | الوهج: نجمة المكياج البريطانية التالية | التلفاز     | نفسها                 |
| 2020                  | سباق السحب في كندا                     | التلفاز     | نفسها                 |
| 2021                  | الوجبات الجاهزة ليلة السبت             | التلفاز     | نفسها                 |

## روابط خارجية
- ميشيل فيزاج على موقع IMDb (الإنجليزية)
- ميشيل فيزاج على موقع ميوزك برينز (الإنجليزية)
- ميشيل فيزاج على موقع إن إن دي بي (الإنجليزية)
- ميشيل فيزاج على موقع أول ميوزيك (الإنجليزية)
- ميشيل فيزاج على موقع ديسكوغز (الإنجليزية)
- ميشيل فيزاج على موقع قاعدة بيانات الفيلم (الإنجليزية)